# Szabó Vera (szobrász)
Szabó Vera (Kiskunfélegyháza, 1890. november 22. – Kolozsvár, 1966. július 23.) magyar portrészobrász.

## Életútja, munkássága
Művészeti ismereteit a Nagybányai művésztelepen Thorma János és Réti István irányításával szerezte (1916–24). Ezután Firenzében, Padovában és Rómában járt tanulmányúton. 1917-től Kolozsváron élt. Portrészobraiban a kor művészeti és irodalmi életének jelentős személyiségeit örökítette meg (Móricz Zsigmond, Kuncz Aladár, Janovics Jenő, a festő Nagy István, Ács Ferenc, Thorma János).
Szoborkarikatúráiban, melyeket 1925-ben a kolozsvári Újságíró Klubban mutatott be, Paál Árpádot, Szász Endrét, Nyirő Józsefet, Zágoni-Szabó Istvánt, Hunyady Sándort, Kádár Imrét, Székely Jánost (a Népszava egykori szerkesztőjét) és Ligeti Ernőt mintázta meg alkotói-emberi jellemzőik attribútumaival. A kolozsvári Házsongárdi temetőben több domborműves, illetve szobordíszes síremléke áll, köztük Szentgyörgyi Istváné, Láday Istváné. Utolsó munkái közül való a Bolyai Tudományegyetem rektori hivatalának felkérésére mintázott Makszim Gorkij-büsztje, amely az egyetem Orosz Intézete számára készült 1949-ben.